# Феофан (Чарнуцький)
Єпископ Феофан (Федір Чарнуцький; приблизно 1710 — 1 липня 1773) — єпископ Російської православної церкви, єпископ Нижегородський та Алатирський (1753—1773).

## Життєпис
Походив із давнього українського козацького роду Чарнуцьких.
Отримав домашню освіту, потім навчався у Київській духовній академії. У серпні 1735 року призначений вчителем у Слов'яно-греко-латинській академії; в січні 1740 року пострижений в чернецтво.
1742 року призначений вчителем піїтики, однак у листопаді того ж року відсторонений від посади і направлений до Києва.
У наступному році призначений ігуменом серпухівського Владичного монастиря; у жовтні 1743 року згадувався як ігумен угрешський.
1744 — скарбник Троїцько-Сергієвої лаври. 1745 — келар. 1749 — намісник лаври.
У 1753 році відкрилося вакантне архієрейське місце у Нижегородській єпархії, і на цю єпископську катедру, за вказівкою цариці Єлизавети було призначено ігумена Феофана.
14 березня 1753 року був викликаний до Москви і в Успенському соборі рукопокладений в єпископи.
Опікувався устроєм Нижегородської семінарії.
1762 року збудував семінарську церкву.
Відкрив класи філософії. При ньому почалося викладання французької мови. Найкращих учнів відправляв у духовні академії і до Московського університету ім. М. В. Ломоносова.
1 липня 1773 року за власним бажанням був звільнений, приїхав до Києво-Печерської лаври.
Помер 8 березня 1780 року. Похований в Києво-Печерській лаврі.